# توماس کاردونا
توماس کاردونا (انگلیسی: Tomás Cardona؛ زادهٔ ۱۰ اکتبر ۱۹۹۵) بازیکن فوتبال اهل آرژانتین است.
از باشگاه‌هایی که در آن بازی کرده‌است می‌توان به باشگاه ورزشی سن لورنسو آلماگرو اشاره کرد.